# Hugbert (Bosonide)
Hugbert († 864 bei Orbe) aus der Familie der Bosoniden war ein Sohn des Grafen Boso von Arles und damit durch seine Schwester Theutberga der Schwager des Königs Lothar II. von Lothringen, und einer seiner wichtigsten Verbündeten, bis Lothar seine Ehefrau Theutberga 857 wegen Unzucht (unter anderem mit ihrem Bruder) vertrieb.
Hugbert war Laienabt von Saint-Maurice im Wallis und Herzog von Transjuranien und hatte damit den nördlichen Zugang auf den Alpenpass am Grossen St. Bernhard unter seiner Kontrolle. Er nutzte dies für umfangreiche Wegelagerei und machte sich so allgemein verhasst.
Nachdem Lothar Teutberga verstoßen hatte, erhob er sich gegen Lothar, wechselte die Seiten und schloss sich Karl dem Kahlen an. Als Lothar dann 859 das Land um Genf, Lausanne und Sion an seinen Onkel Ludwig der Deutsche abtrat, wurde Hugberts Lage kritisch.
Ludwig übertrug den Kampf gegen den aufständischen Hugbert dem Welfen Konrad II. von Auxerre, dem Hugbert 864 unterlag. Zwei Jahre später wurde Konrad als Nachfolger Hugberts mit dem Titel eines Markgrafen eingesetzt.
Hugbert wurde 864 für kurze Zeit Laienabt des Klosters Lobbes, das er durch seinen maßlosen Lebenswandel und trotz seines baldigen Todes in eine langdauernde Krise führte.
Hugbert hatte einen Sohn, Theotbald von Arles.